# Пиотровский, Константин Борисович
Константин Борисович Пиотровский (1913—1993) — советский химик, лауреат премии имени С. В. Лебедева АН СССР.
Родился 8 апреля 1913 года в Санкт-Петербурге. Сын Бориса Брониславовича Пиотровского, брат академика Бориса Борисовича Пиотровского.
Окончил единую трудовую школу в Ленинграде (1930).
С 1930 года работал лаборантом на Опытном заводе литер «Б» (будущий Всесоюзный научно-исследовательский институт синтетического каучука имени С. В. Лебедева.) В 1938 году окончил Ленинградский заочный индустриальный институт.
В 1941—1945 гг. в РККА, участник войны, гвардии инженер-капитан, начальник химслужбы полка. Награждён медалью «За боевые заслуги» (20.06.1945), орденом Отечественной войны II степени (06.04.1985).
После демобилизации в 1945 году вернулся во ВНИИСК. В 1947 году защитил кандидатскую диссертацию:
- О влиянии кислорода на процесс термополимеризации дивинила : диссертация … кандидата химических наук : 02.00.00. — Ленинград, 1946. — 114 с. разд. паг. : ил.

Старший научный сотрудник Лаборатории № 7.
Лауреат его премии имени С. В. Лебедева АН СССР (1959) — за разработку способа получения нового вида синтетического каучука.
Автор книг о Сергее Лебедеве, с которым вместе работал:
- Сергей Лебедев [Текст]. — Москва : Мол. гвардия, 1960. — 236 с., 7 л. ил. : ил.; 22 см. — (Жизнь замечательных людей. Серия биографий; Вып. 21 (311)).
- Лебедев в Петербурге-Петрограде-Ленинграде [Текст] : [ученый-химик] / К. Б. Пиотровский. — Ленинград : Лениздат, 1986. — 222, [2] с., [16] л. ил. : ил.; 17 см.

Научные сочинения:
- Старение и стабилизация синтетических каучуков и вулканизаторов / К. Б. Пиотровский, З. Н. Тарасова. — Москва : Химия, 1980. — 264 с. : ил.; 20 см.
- Разработка путей повышения стабильности ЦИС-1, 4-полиизопрена [Текст]. — Москва : [б. и.], 1972. — 15 с. : ил.; 20 см. — (Доклады/ Междунар. симпозиум по изопреновому каучуку. 20-24 ноября 1972 г.; 20).